# 神経性過食症
神経性過食症（しんけいせいかしょくしょう、英: bulimia nervosa ; BN）は、一気にものを食べる摂食障害のうち、食べた物を何らかの方法で排出する浄化行動を伴うものである。以前は神経性大食症とも呼ばれ、過食症（かしょくしょう）、ブリミアとも呼ばれる。この場合激しく飲食した後に、過食嘔吐、下剤・利尿剤・薬物・過度の運動・絶食による代償行為を行う。代償行為を行わないものはむちゃ食い障害と言う。最悪の場合自己嫌悪から自殺を図る事もあり、その確率は拒食症のそれよりも高い。ジェラルド・ラッセル教授によって1979年に提唱され、1980年の米国精神医学会によって摂食障害として承認された。中枢性摂食異常症（摂食障害）として厚生労働省の特定疾患に指定されている。
認知行動療法など様々な有効な治療法が開発されており、適切な治療によって回復する（具体的な治療法については、「#治療」を参照）。

## 定義
摂食障害は大きく拒食症、過食症に分類される。拒食と過食は相反するもののように捉えがちだが、拒食症から過食症に移行するケースが約60 - 70%みられたり、「極端なやせ願望」あるいは「肥満恐怖」などが共通し、病気のステージが異なるだけの同一疾患と考えられている。よって拒食症、過食症を区別する指標は、基本的には正常最低限体重を維持しているかどうかのみである。アメリカでは平均体重の85%以下が過食症に分類されているが、日本では80%以下とされている。
名称が持つイメージとは違い、神経性大食症の人は代償行為を行う為、必ずしも肥満しているわけではなく標準体重の人も多い。大半は嘔吐や後の絶食・ダイエットなどで体重を保っている。（過食の後に下剤を服用するBNも多いが、下剤や浣腸では食物の吸収を防ぐことはできない。神経性大食症の種類には排出型と非排出型がある。排出型によく見られる自己誘発性嘔吐といった症状は拒食症患者の中にも見られるものである。非排出型の場合、その後で絶食や過度の運動を行う。
患者の年齢の分布と性別は神経性無食欲症に似ているが、発症年齢はやや高い傾向にある。過食の原因は精神的原因（例えば欲求不満の代償など）が挙げられる。食に対する抗しがたい渇望があるが、同時に肥満への恐れや強いやせ願望を抱いている。過食に対する情動は、肥満恐怖などから起こる不食の決意を簡単に覆すほど抑えがたいものであり、食べてしまった自身に対し、自責感、敗北感などを持つことにより、自己評価が著しく低下する。拒食症と違い、苦痛を感じている過食症患者は、自ら医療機関を受診することもあり、治療には介入しやすく同意が得られやすい。しかし自身の食行動異常に対しては、罪悪感や不全感を抱いているため、その部分を刺激すると治療拒否につながりやすく慎重を要する。
また、精神分析医のヒルデ・ブルックは摂食障害を「これは食欲の病気ではありません。人からどう見られるのかということに関連する自尊心の病理です」と指摘している。摂食障害患者は根源的否定感を抱えており、食行動の異常の背景には茫漠たる自己不信が横たわっていると理解される。その不安を振り払うために強迫的に完全を志向するのである。摂食障害は境界性パーソナリティ障害、自己愛性パーソナリティ障害との合併、あるいはそれらパーソナリティ障害の部分症状として顕在化しているケースも多い。
神経性大食症の患者は、抑うつ症状や、気分変調性障害、非定型うつ病、不安障害などの気分障害がみられる頻度が高く、神経性大食症の有効な治療後には寛解することがある。嘔吐に伴う症状としては、むくみ、脱水、唾液腺の腫れ、テタニー（痺れ）、胼胝（吐きタコ）、口腔や食道・胃の損傷、電解質異常（低カリウム血症など）による腎機能・心機能低下（不整脈、心臓発作による突然死等）、歯牙酸蝕症（歯が溶ける）、う蝕（虫歯）、低血糖、低血圧、全身倦怠感など。
その他、肝機能障害、月経異常、皮膚の乾燥などがある。

## 症状
過食症患者は、通常摂取するであろう分量を遥かにこえた量の食物を一度に摂取してしまう。過食衝動は痩せを求める節食行動への反動として生じるものや、退行により、自らの意思に反して味わうことなく体に食物を詰め込むタイプのものまである。
また、自分の思う通りにならない自分を、摂食行動において完璧にコントロールし、痩せを維持できることは、万能感・高揚感を与えてくれる体験である。食事をコントロールし、自らの体を過度にコントロールしようとする心性の背後には慢性的な不安が控えており、摂食障害者は一様に強迫的な性格傾向を有する。

## 診断基準

### DSM-IV-TR
DSM-IV-TRでは次の5項目を満たすと神経性大食症と診断される。排出行動が見られるかによって、排出型/非排出型に分かれる。
A. 無茶食いのエピソードの繰り返し。無茶食いのエピソードは以下の2つによって特徴づけられる。
(1)他とはっきり区別される時間帯に（例：1日の何時でも2時間以内）、ほとんどの人が同じような時間に同じような環境で食べる量よりも明らかに多い食物をたべること
(2)そのエピソードの期間では、食べることを制御できないという感覚（例：食べることをやめることができない、または、何を、またはどれほど多く、食べているかを制御できないという感じ）
B. 体重の増加を防ぐために不適切な代償行動を繰り返す。例えば、自己誘発性嘔吐；下剤、利尿剤、浣腸またはその他の薬剤の誤った使用；絶食；または過剰な運動
C. むちゃ食いおよび不適切な代償行動はともに、平均して、少なくとも3カ月間にわたって週2回起こっている
D. 自己評価は、体型および体重の影響を過剰に受けている
E. 障害は、神経性無食欲症のエピソード期間中にのみ起こるものではない
病型
- 排出型：現在の神経性大食症のエピソードの期間中、その人は定期的に自己誘発性嘔吐をする、または下剤、利尿剤、または浣腸の誤った使用をする
- 非排出型：現在の神経性大食症のエピソードの期間中、その人は、絶食または過剰な運動などの他の不適切な代償行為を行ったことがあるが、定期的に自己誘発性嘔吐、または下剤、利尿剤、または浣腸の誤った使用はしたことがない

### ICD-10
確定診断には、以下の障害のすべてが必要である。
(a)持続的な摂食への没頭と食物への抗しがたい渇望が存在する。患者は短時間に大量の食物を食べつくす過食のエピソードに陥る。
(b)患者は食物の太る効果に、以下の1つ以上の方法で抵抗しようとする。すなわち、自ら誘発する嘔吐、緩下薬の乱用、交代して出現する絶食期、食欲抑制薬や甲状腺末、利尿薬などの薬剤の使用。糖尿病の患者に過食症が起これば、インスリン治療を怠ることがある。
(c)この障害の精神病理は肥満への病的な恐れから成り立つもので、患者は自らにきびしい体重制限を課す。それは医師が理想的または健康的と考える病前の体重に比べてかなり低い。双方の問に数ヵ月から数年にわたる間隔をおいて神経性無食欲症の病歴が、常にではないがしばしば認められる。この病歴のエピソードは完全な形で現れることもあるが、中等度の体重減少および/または一過性の無月経を伴った軽度ではっきりしない形をとることもある。
〈含〉特定不能の過食
神経性食欲亢進

## 疫学
摂食障害全体が日本で増加し始めたのは1970年代からであり、現代における有病率はアメリカやヨーロッパの先進各国と同水準である。日本における青年期から若年成人期の女性の過食症の有病率は1～3%、一生のうちに一度でも過食症の診断基準を満たす人は全女性の約12%とされている。米国では若い女性の2%前後が過食症と推測されている。1980年代半ばには、拒食症と過食症の割合は拮抗していたが、近年では圧倒的に過食症の割合が増加（拒食症の約2倍）した。また、患者数は最近の20年間で約10倍に増加したともいわれる。患者の第一度親族（特に母親）に、神経性大食症、抑うつなどの気分障害、物質乱用やアルコール依存の頻度が高い傾向にあるという研究結果がある。

## 病理学
摂食障害は拒食と過食が主な症状であるが、相互に排他的な疾患ではないため、背景にある精神病理を把握することが求められる。

### 過食
極端なダイエットは慢性の飢餓状態をつくり、結果的に過食を招く。過食は拒食のリバウンドである。過食症患者は食べたいのではなく、やせたい人達なのである。しかしやせていたいのに食べてしまうため、その埋め合わせに嘔吐をし、ときには下剤や利尿剤を用いる。過食はどうでもよいというような自暴自棄の感情や、気分が落ち込んだ時、思う通りにならなかった時、相手から拒否されたり否定されたと感じた時、淋しかったりする時などに生じる。それまで頑張ってきた体重減少の努力が無駄になったと感じられた時に過食が生じるのである。
しかし、過食が繰り返されると別の隠喩が出現する。幻想の中で母性的なものと一体化を求めるのである。過食行動は憤怒、自暴自棄、絶望、孤立無援感、抑うつ、空虚感などの境界例心性に続発して出現する。自分が見捨てられる恐怖が強まったり、寂しい時、自分は無力で無価値であるという否定的な感情が高まった時に幻想の中で母性的なものと一体化を求めて過食行動が生じる。過食は頭が真っ白になって、ただひたすら味わうことなく食べ物を詰め込むように食べる。それは乳児が目を点にして乳をむさぼり飲み、欲求が満たされると眠りに入る姿と重なっている。子ども時代に甘えることを断念した彼らは、甘えや対象への一体化の幻想の中で、幸せな乳児の状態へ回帰し、過食することで内部の衝動を満たそうとする。この感覚には恍惚感や満たされた感覚が伴うので、落ち込んだ時に習慣化するようになる。しかし食べた後は悔恨が生じ、嘔吐などの浄化行動で過食をなかったことにしようとする。一度浄化行動のルートが形成されると、過食はチャラにできるので、容易に繰り返されるようになる。拒食症も過食症もスタートは拒食（やせ願望）である。神経性無食欲症と神経性大食症は相互に排他的な異なる疾患ではなく、拒食症から過食症へと容易に転じ、実際にその精神病理は相似している。

## 原因
摂食障害の病因についてこれまで様々な仮説が唱えられてきた。肥満蔑視・やせに価値があるという社会文化的要因、成熟拒否や自己同一性獲得の失敗等の心理的要因、脳機能の異常に原因を求める生物学的要因等である。しかし現代においてはそれらが相互に複雑に関連し合って発症に至ると考えられている。これはBNにおいても同様である。

### 社会文化的要因
「痩せ」を賞賛する社会的風潮も、摂食障害が増えている一要因である。日本の女子高校生を対象にした調査では、全体の約9割が 「今より痩せていなくてはならない」と答え、痩せているほうがより良いとする社会風潮の影響を受けていることがわかった。現代は飽食の時代であり、痩せていることは克己心、禁欲、美しさ、高い精神性などの隠喩が込められている。拒食症や過食症は基本的には同質の病の異なる現れ方と考えられている。過食は基本的には拒食のリバウンドであり、痩せていたい人達なのである。社会文化的影響は摂食障害の発症に深く関与している。

### 心理的要因
中学生時代（思春期）には自分の気持ちを親や先生などの大人には黙っていて友達にだけ打ち明けたいものであるが、BN患者の場合は過干渉などにより「打ち明けたい気持ち」すらも否定されてしまったのではないかという仮説もある。モデル、バレリーナ、フィギュアスケート、柔道、ボクシング、騎手などのスポーツ選手など、体重管理を伴う職業では高頻度で過食・嘔吐症が見られる。これらの職種でもダイエットはきっかけに過ぎず、発症の根本原因は背景にある心的葛藤である。

### 生物学的要因
摂食障害をもつ患者は、脳のセロトニンとドーパミン、オピオイド（鎮痛系）に障害があるという研究がある。

## 治療
拒食と過食は周期的に繰り返される場合が多く、心療内科医・精神科医など医師や心理カウンセラーの心理的なカウンセリングを受けることが有効である。しかし専門性の高い医師は多くはないのが現状である。食行動異常が注目されやすいが、たとえ体重が適性値に戻っても、その背景にある心の問題が解決されないと再び摂食障害に陥ってしまうことがある。背景の問題解決には周囲の協力が必要である。特に家族ガイダンスは有効である。外来治療に反応しない患者、重篤な身体問題を有する患者（代謝異常、吐血、コントロールできない嘔吐など）、自殺の可能性のある患者、アルコールや薬物の依存のある患者は入院の対象になる。

### 精神療法
精神療法としては、力動的精神療法、認知行動療法、行動療法、認知療法、対人関係療法、家族療法などがある。栄養リハビリテーションも必要である。
また、動機づけ面接などを用いて、これらの治療への動機づけを高める支援をすることも推奨される。

#### 認知行動療法
認知行動療法では、大まかな流れとしては、患者の訴えに受容的・共感的に耳を傾けるとともに、認知行動モデルを活用し患者の心理や状況に合わせたフォーミュレーションを行い、過食の原因となっているものに認知面・行動面から協同で取り組んでいく。治療プロセスの中で過食や嘔吐がみられても患者を責めることなく受容的に接するとともに、望ましい行動がみられた場合には自らの力で前進していることを実感できるよう適切な承認・賞賛の言葉かけを行う。日本では、摂食障害に対する認知行動療法 (CBT-E) の治療者用マニュアルが公開されており、最も有効性の高いエビデンスを有する治療と位置づけられている。
具体的な治療プロセスの中では、過食しそうになったときの対処行動（気分転換や食事以外の物事に意識や行動を向けることなど）を身につけたり増やしたりすることをサポートしたり、体重や体型以外に存在する患者自身の良いところを積極的に認め自尊心を高めたりする。なお、患者に影響を与える環境（職場環境や家族・周囲の人たちとの関係など）を変更したりより良いものにしたりする環境調整や、過食を引き起こすストレスに対処する技能や考え方（「ストレス管理」を参照）を身につけたり増やしたりすることの支援も行われる。同時に、食べることを否定せず食べ方にアプローチし、食感を感じながら味わってゆっくりと食べるというマインドフルな食べ方を身につけられるようサポートすることも大切である。
また、治療目標を問い直した事例もある。その事例では、「過食嘔吐をやめること」という目標ではなく、「患者にとって真に心地よい食べ方を一緒に探求すること」という目標を立て、患者をサポートした。その際に、マインドフルネスについて心理教育を行い、「口に入れた瞬間の匂い、舌触り、味をキャッチし、それを十分に感じる。次にゆっくりと何回も咀嚼し、味や歯ごたえをしっかりと感じる。最後に飲み込むときも、食べ物が喉を通る感覚を、十分に感じる」というマインドフルな食べ方を身につけられるよう支援した。結果として食べるスピードや量が減少し、回復に至った。
加えて、過食に至る要因や背景にも焦点を当て、要因となった出来事や過食の背景にある辛さを支持的に取り上げ、一緒に悩みながら解決策を模索していく姿勢が重要である。また、食事以外のことについても、日常生活の中でできたことを承認・賞賛し、自己肯定感を高められるようサポートすることも大切である。

### 薬物療法
摂食障害は心の病理を有する疾患であり、薬物療法の効果は限局的であることから、他の治療法を容易にする、あるいは効果を高める補助療法として用いられる。SSRIは安全性が高く、随伴する抑うつ、強迫・不安感、衝動性などに有効とされる。その場合うつ病治療より高容量になる場合がある（フルオキセチン60～80mgなど）。米国精神医学会では三環系抗うつ薬は自殺の危険がある過食症患者には推奨していない。嘔吐のある患者は服薬が困難な場合があり、定期的な血中濃度の測定は有用であるとされる。
なお、月経前症候群 (PMS) の症状として月経前に過食が生じるケースもあり、そのような場合には月経前症候群に対する薬物療法（「月経前症候群#治療」を参照）を行うことが、過食症状の改善に寄与することもある。

## 人物
- カレン・カーペンター - 晩年は拒食症だけではなく過食発作にも苦しめられ、急性心不全により死亡。
- ダイアナ妃 - チャールズ3世との不仲を機に過食症になっていたといわれる。
- エルヴィス・プレスリー - 晩年、離婚や母の死などのストレスから過食症に陥った。
- エルトン・ジョン - 1980年代後半、精神的に不安定な状態となっており、過食やアルコールの過剰摂取を行っていたといわれる。
- ジェーン・フォンダ - 10代から約30年間にわたり拒食症・過食症で苦しんでいた[34]。

その他女優などのハリウッドスターはマスコミに過食症を告白している人物が多く存在する。一般に「過食症」と称していても、実際には拒食症（神経性無食欲症）のむちゃ食い・排出型や、むちゃ食い障害の場合もある。